# Soliera Apuana
Soliera Apuana is een plaats (frazione) in de Italiaanse gemeente Fivizzano.